# Campus de Segovia
El Campus de Segovia (oficialmente Campus Público María Zambrano de Segovia) es un campus universitario localizado en la ciudad de Segovia (España). Oferta estudios de pregrado y posgrado en humanidades, ciencias sociales, ingeniería y administración y dirección de empresas. Pertenece a la Universidad de Valladolid.

## Historia
El 19 de junio de 2001 se firmó el convenio para la integración de todas las titulaciones del Colegio Universitario de Segovia en la Universidad de Valladolid, suscrito por la UVA, la Universidad Complutense de Madrid, la Junta de Castilla y León, el Ayuntamiento de Segovia, la Diputación Provincial y la Caja de Ahorros de Segovia. Las titulaciones pasaron a integrarse en la Universidad de Valladolid. Se constituyó una comisión de seguimiento para la integración y en el año 2001 se ofertaría el primer curso de las licenciaturas, en un proceso de transición en el que la Obra social de Caja Segovia sigue invirtiendo en el proyecto académico.
En Segovia se venían impartiendo anteriormente estudios universitarios públicos de Educación, que primeramente habían estado adscritos a la Universidad Autónoma de Madrid y se ubicaban en la antigua sede de la Escuela de Magisterio de Segovia, en la plaza de Colmenares. Con la adscripción autonómica de los estudios universitarios habían pasado a integrarse en la Universidad de Valladolid, con lo que nace el Campus o circunscripción de la UVA en Segovia. Santiago Hidalgo fue el primer vicerrector, durante 20 años: desde el año 1998 hasta su defunción en 2006.
La titulación de Publicidad y RR.PP. junto con las titulaciones de Turismo, Administración y Dirección de Empresas, Relaciones Laborales y Derecho, que se impartían en el Colegio Universitario, se congregaron, dentro de la Universidad de Valladolid, en la nueva Facultad de CC. Sociales, Jurídicas y de la Comunicación. Por su parte, los estudios de Informática se singularizaron en la Escuela de Ingeniería Técnica de Informática. El proceso de  integración se realizó con el vicerrectorado de Santiago Hidalgo.
La Facultad de CC. Sociales, Jurídicas y de la Comunicación ocupaba varias sedes: el palacio de Mansilla, La casa de la Tierra, y el centro Mahonías. En el año 2005, con el vicerrectorado de Santiago Hidalgo, se convocó un concurso de proyectos arquitectónicos en el que resultó ganador el llamado proyecto Kaplan, de los arquitectos José Ignacio Linazasoro y Ricardo Sánchez González. Hasta el año 2009 no se puso la primera piedra, con el vicerrectorado de Jesús Nieto. En el curso 2012-13 se inauguraba el nuevo Campus público de la Universidad de Valladolid, con el vicerrectorado de José Vicente Álvarez. Primeramente se construyó la Fase I, diseñada  como aulario y biblioteca. La Facultad de CC. Sociales, Jurídicas y de la Comunicación, dispersa en varias sedes, se uniría en este espacio con la Facultad de Educación y la Escuela de Ingeniería Informática. El nuevo espacio pasa a denominarse Campus Público María Zambrano y se crea un logotipo para la nueva identidad. La fase II, que integra despachos de profesorado, salón de actos, salón de grados y otras instalaciones, fue oficialmente inaugurada en el año 2022, con el vicerrectorado de Agustín García Matilla, si bien comenzó a utilizarse en 2020.
En 2023 se anunció que empezaría la primera promoción del Grado en Enfermería, recuperando la titulación más de veinte años después.

## Información académica

### Organización
El Campus de Segovia se organiza en Facultades y una Escuela universitaria. El Campus está conformado por dos Facultades (Educación y Ciencias Sociales, Jurídicas y de la Comunicación) y una Escuela de Ingeniería (Informática).

### Programas de grado
En el curso 2023- 2024 el Campus de Segovia oferta nueve títulos de grado,y tres programas conjuntos de grado. 
- Grado en Administración y Dirección de Empresas
- Grado en Turismo
- Grado en Publicidad y Relaciones Públicas
- Programa de Estudios Conjunto de Publicidad y RR.PP. y Turismo
- Grado en Relaciones Laborales y Recursos Humanos
- Grado en Derecho
- Grado en Educación Primaria
- Grado en Educación Infantil
- Grado en Enfermería
- Programa de Estudios Conjunto de Educación Primaria y  Educación Infantil
- Grado en Ingeniería Informática de Servicios y Aplicaciones
- Programa de Estudios Conjunto InfoMat: Informática y Matemáticas

### Programas de posgrado
En el curso 2021-2022, el Campus de Segovia oferta tres títulos de máster y un programa de doctorado.
- Máster Oficial en Comunicación con Fines Sociales. Estrategias y Campañas
- Máster Oficial en Mediación y Resolución Extrajudicial de Conflictos
- Máster en Investigación e Innovación Educativa
- Máster en Ingeniería Informática
- Máster en Inteligencia de Negocio y Big Data en Entornos Seguros
- Doctorado en Investigación Interdisciplinar en Educación

## Instalaciones
El Campus de Segovia se ubica en el solar del antiguo Cuartel de Artillería que ocupaba parte de una manzana del arrabal de la ciudad, lugar en el que se asentaron desde la Edad Media algunos establecimientos industriales. Tras ser cedido el solar a la Universidad de Valladolid, titular del campus de Segovia, y tras un dilatado tiempo de negociaciones entre las diferentes instituciones regionales, se procedió  a la convocatoria de un concurso abierto que fue ganado por los arquitectos Sánchez y Linazasoro, los cuales elaboraron un proyecto en dos fases. El nuevo campus de Segovia se caracteriza porque los servicios comunes de carácter docente como las aulas y la biblioteca son comunes a todas las facultades. Esto significa que el campus se divide en dos áreas muy concretas: la que incluye esos servicios comunes y que se configura como aulario del campus y la que contiene las sedes administrativas de las Facultades con sus servicios más específicos.

### Bibliotecas

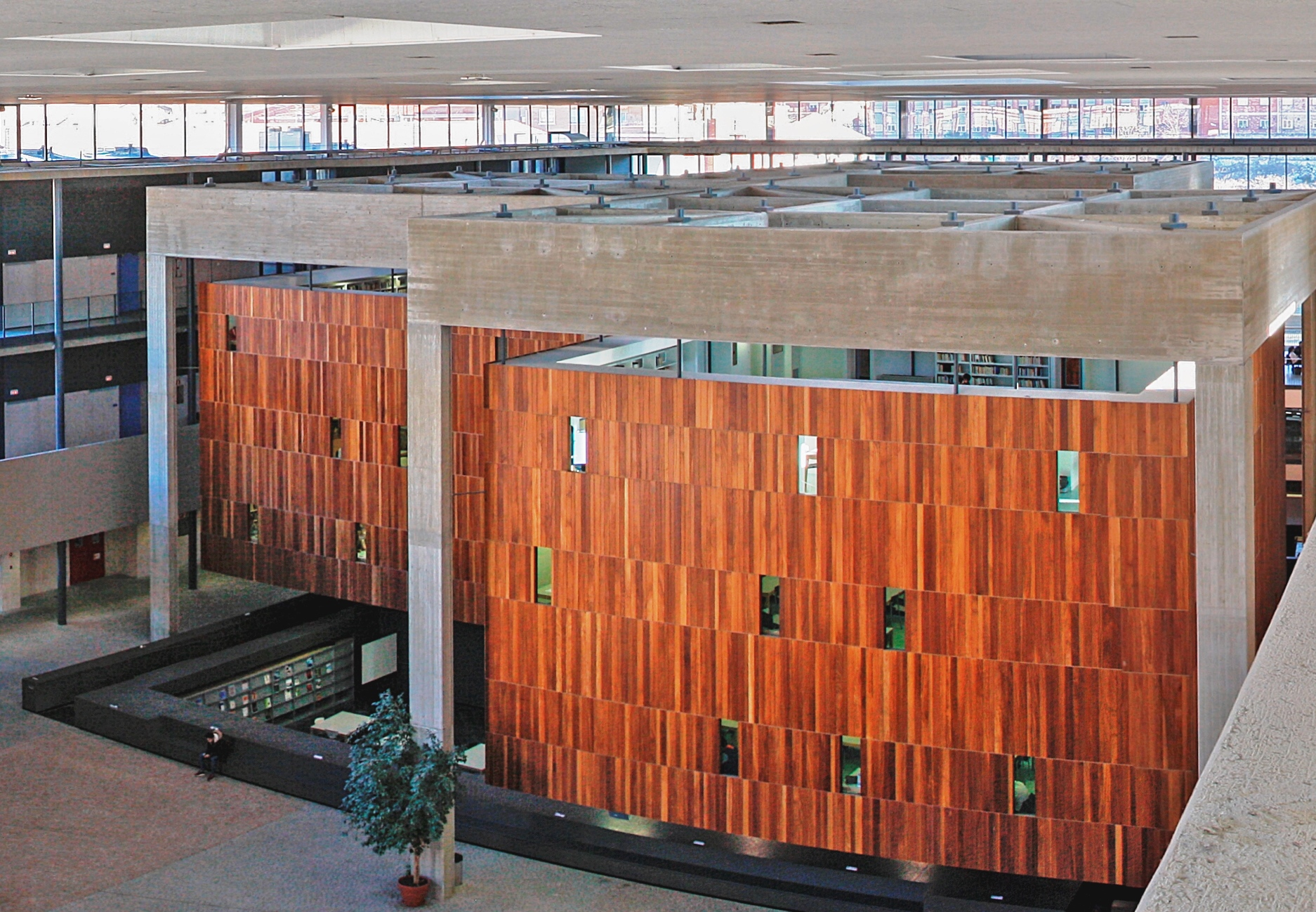
Foto de la Biblioteca del Campus María Zambrano de Segovia

La Biblioteca del Campus María Zambrano de Segovia cuenta con un fondo bibliográfico de aprox. 54.000 volúmenes.  Dispone de 282 puestos de lectura y 16 puestos de trabajo. Ofrece servicios de préstamo a domicilio de monografías, préstamo de todo tipo de dispositivos electrónicos (usb, portátiles, e-readers, etc.), lectura en sala, aulas multimedia, información bibliográfica.
La planta principal de la biblioteca es un espacio de socialización y acogida a los usuarios en dedicado a la consulta de documentos y realización de trabajos en grupo.
En ella se puede encontrar:
- Mostrador de información y préstamo
- Referencia/Audiovisuales
- Hemeroteca
- Prensa
- 8 ordenadores de trabajo
- 6 OPACs para consulta del catálogo Almena.
- aulas multimedia

Por encima de la planta principal, dispuestos en cubos, hay 3 plantas de lectura, con salas dedicadas al estudio individual y consulta del fondo bibliográfico. Disponen de 282 puestos de lectura repartidos en tres cubos de tres plantas cada una. Toda la biblioteca dispone de conexión WI-FI.
Puedes consultar las novedades incorporadas en la Biblioteca a través de las últimas adquisiciones.
Además la Biblioteca ofrece una serie de recursos especializados, como bases de datos científicas, revistas y libros electrónicos, accesibles por suscripción de la universidad.

## Comunidad

### Estudiantes
En el curso 2020-2021, el Campus de Segovia contaba con 2.292 estudiantes.